# Münchenbuchsee
Münchenbuchsee település Svájcban, Bern kantonban. Lakosainak száma 10 206 fő (2018. december 31.).

## Fekvése
Münchenbuchsee mintegy 10 km-re északnyugatra fekszik Berntől. Hozzátartozik Hofwil, Allmend és Waldegg.

### Környező telelpülések
Münchenbuchsee Schüpfen, Rapperswil (BE), Wiggiswil, Moosseedorf, Ittigen, Zollikofen, Kirchlindach, Diemerswil és Bolligen községekkel határos.

## Története
Első említése 1180-ból való. A johanniták rendháza a reformációig volt a johanniták kezén. 

## Látnivalói
- Fő látványossága a 13. századból származó egykori johannita rendház (Johanniterkommende Münchenbuchsee), amelynek naiv üvegfestményei nevezetesek.
- A templom (Kirche Münchenbuchsee)[2][3]
- Münchenbuchsee-i kastély
- Hofwil
- A mormon Bern-Tempel, az Allmend nevű kerületben

## Nevezetes személyek
- Hofwilban született Philipp Emanuel von Fellenberg(wd) (1771–1844), tanár és agronómus.
- Sebastian Zuberbühler(wd) (1809–1868), pedagógus, a tanárképző igazgatóhelyettese
- Hofwilban született Wolfgang Robert Griepenkerl (1810–1868), költő
- Gottlieb Wüthrich(wd) (1879–1946), villamosmérnök, műgyűjtő, numizmatikus.
- Itt született Paul Klee (1879–1940), festő
- Stephan Eicher(wd) (1960–), rockzenész
- Philipp Bandi(wd) (1977–), könnyűatléta

## Képgaléria

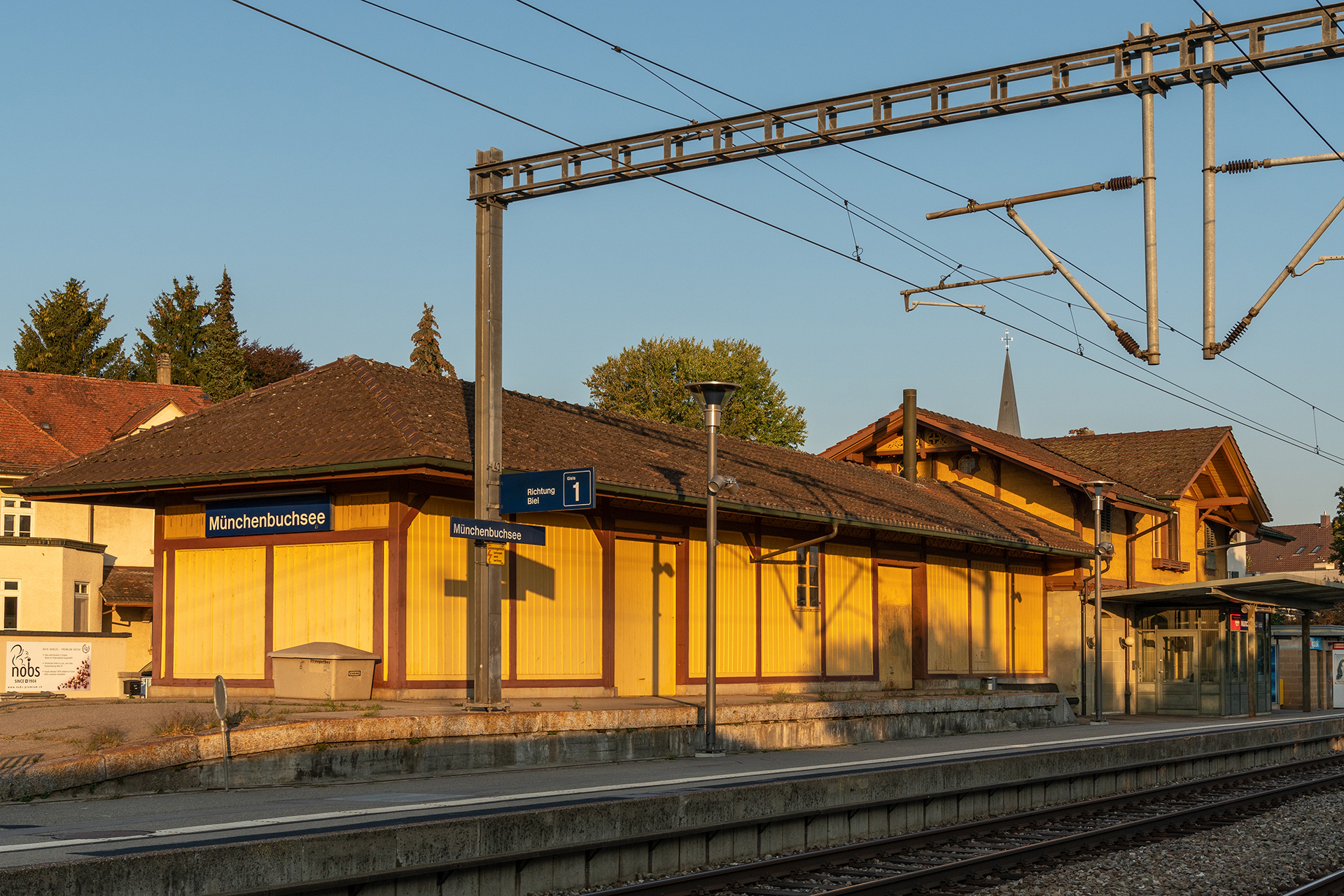
Az állomás
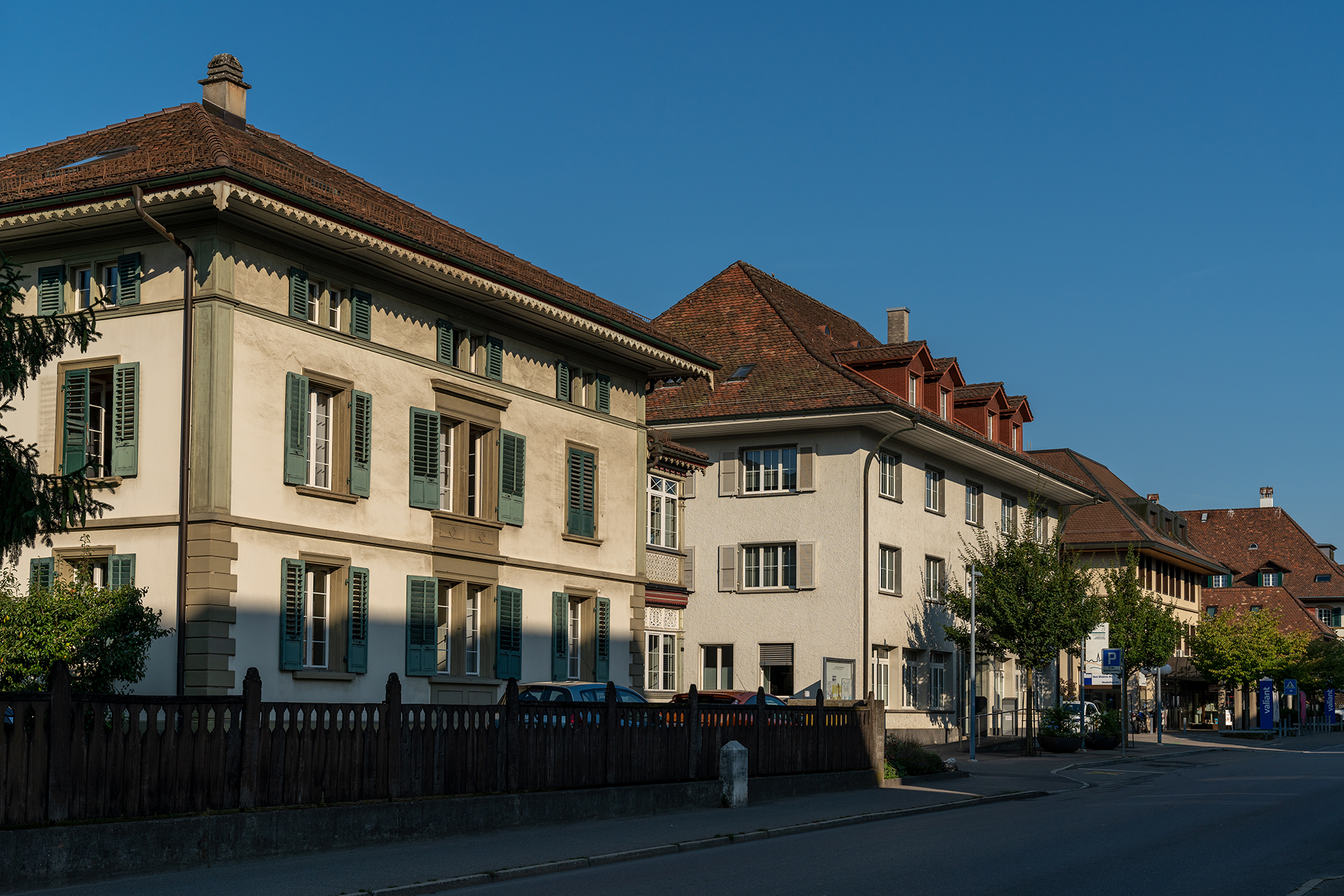
Gemeindeverwaltung
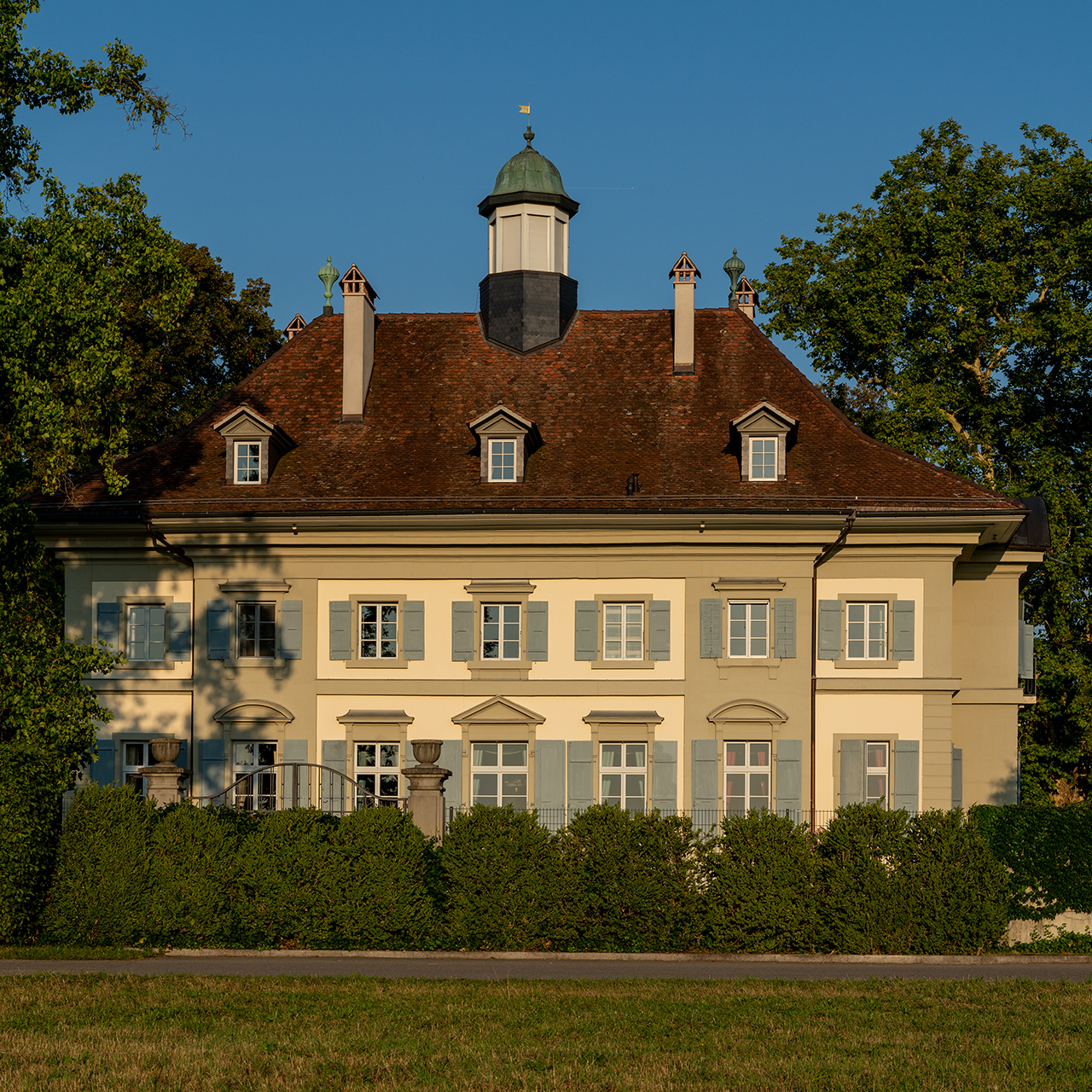
Hofwil kastély
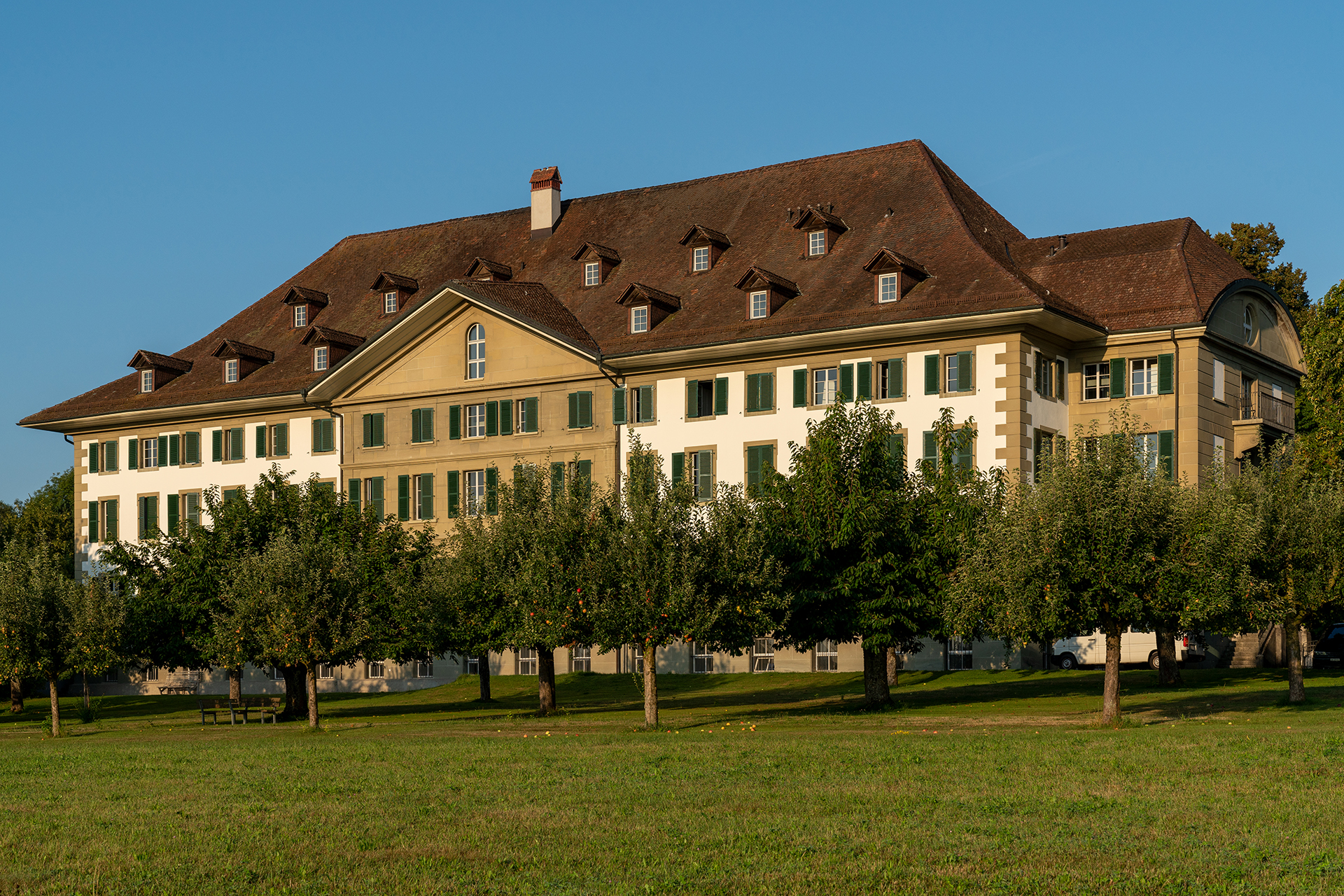
Gimnázium Hofwil
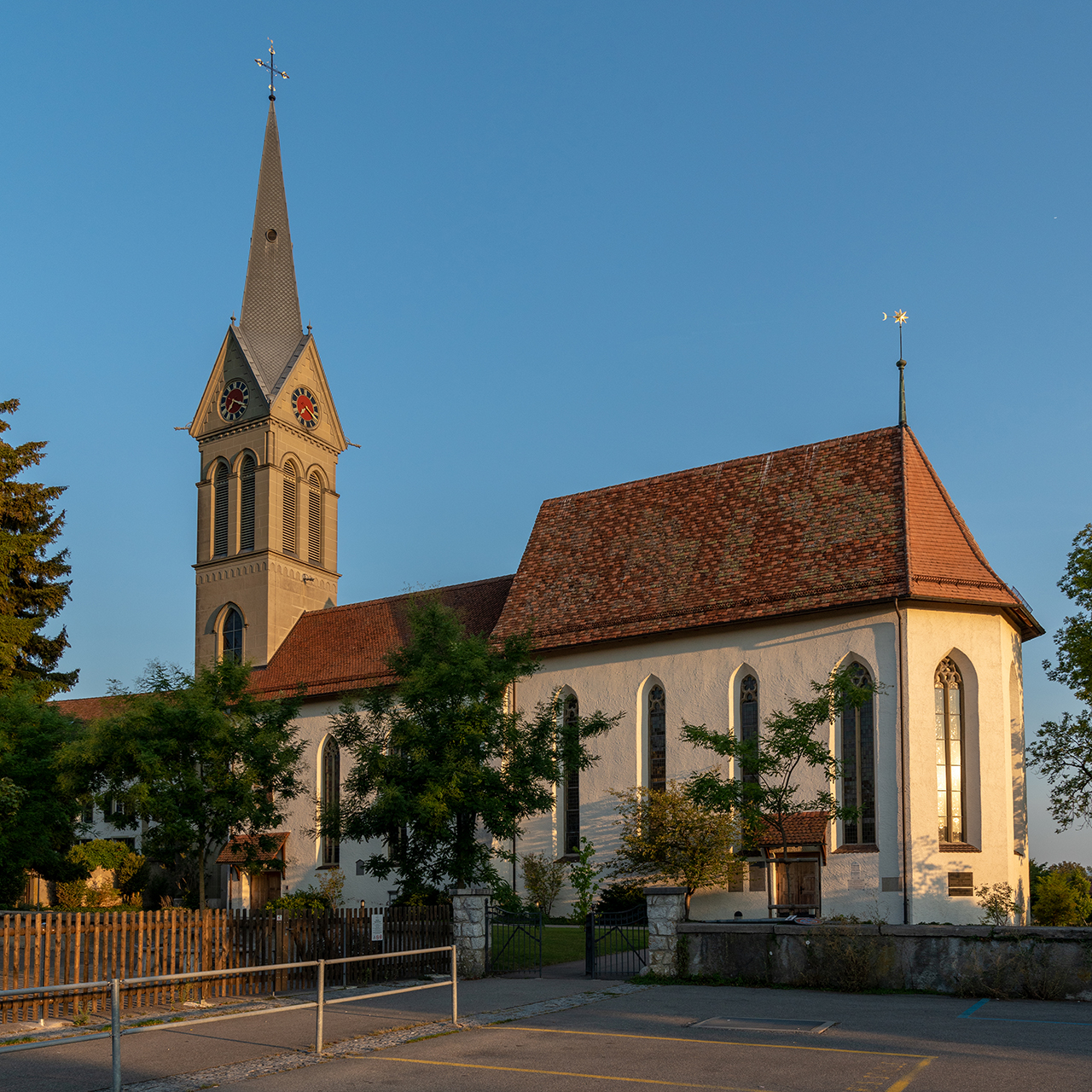
Református templom
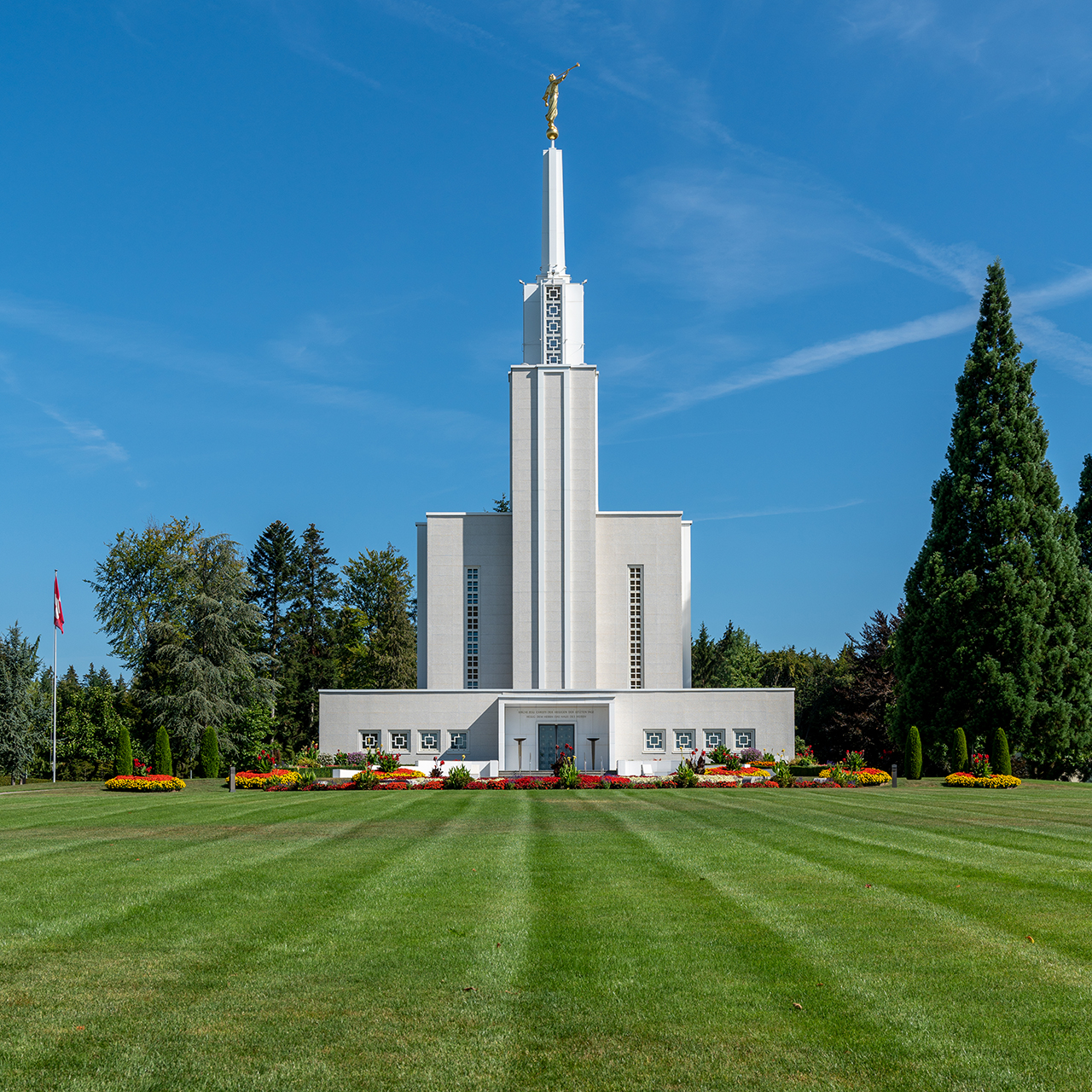
Bern-Tempel
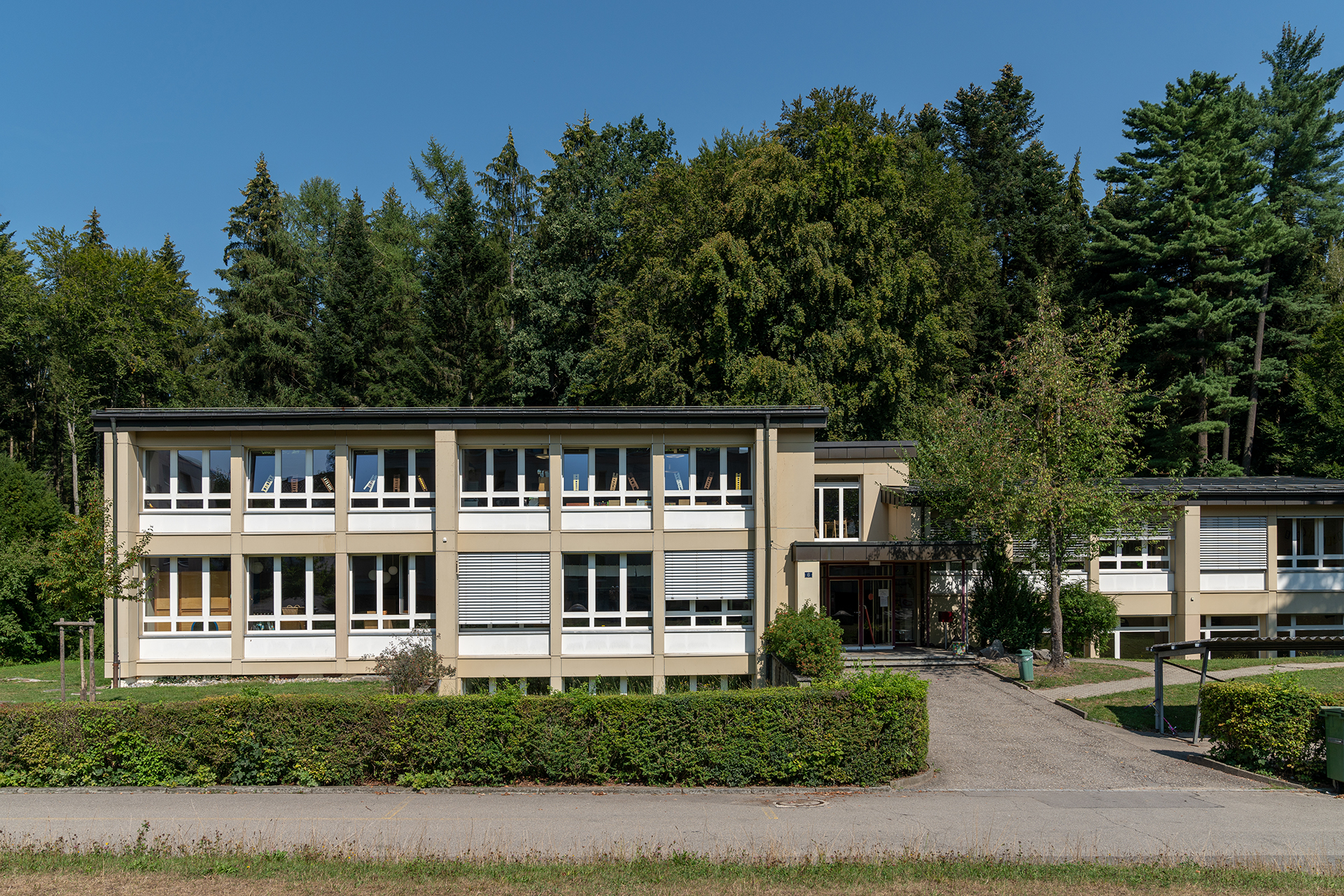
Iskola Allmend
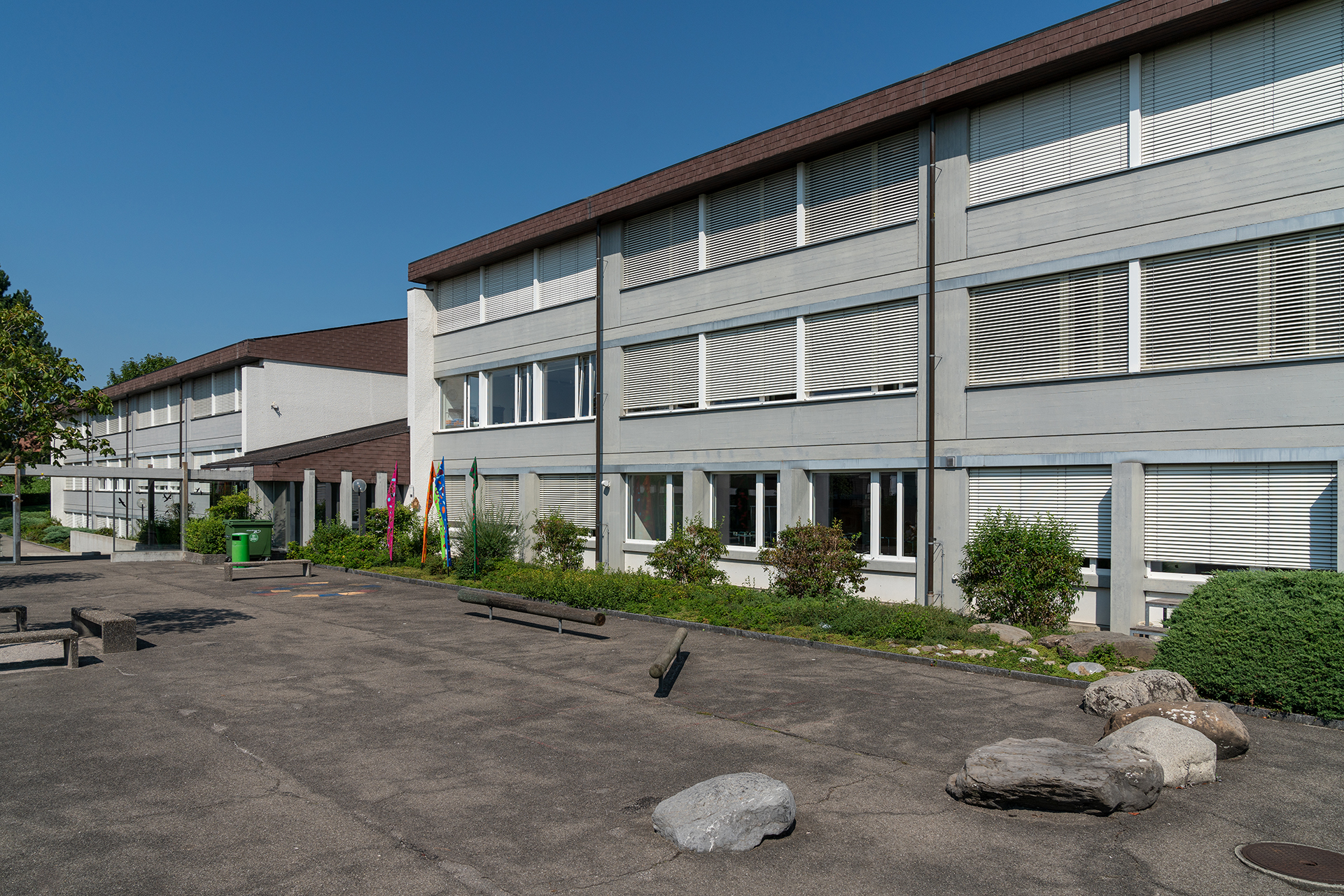
Iskola Waldegg
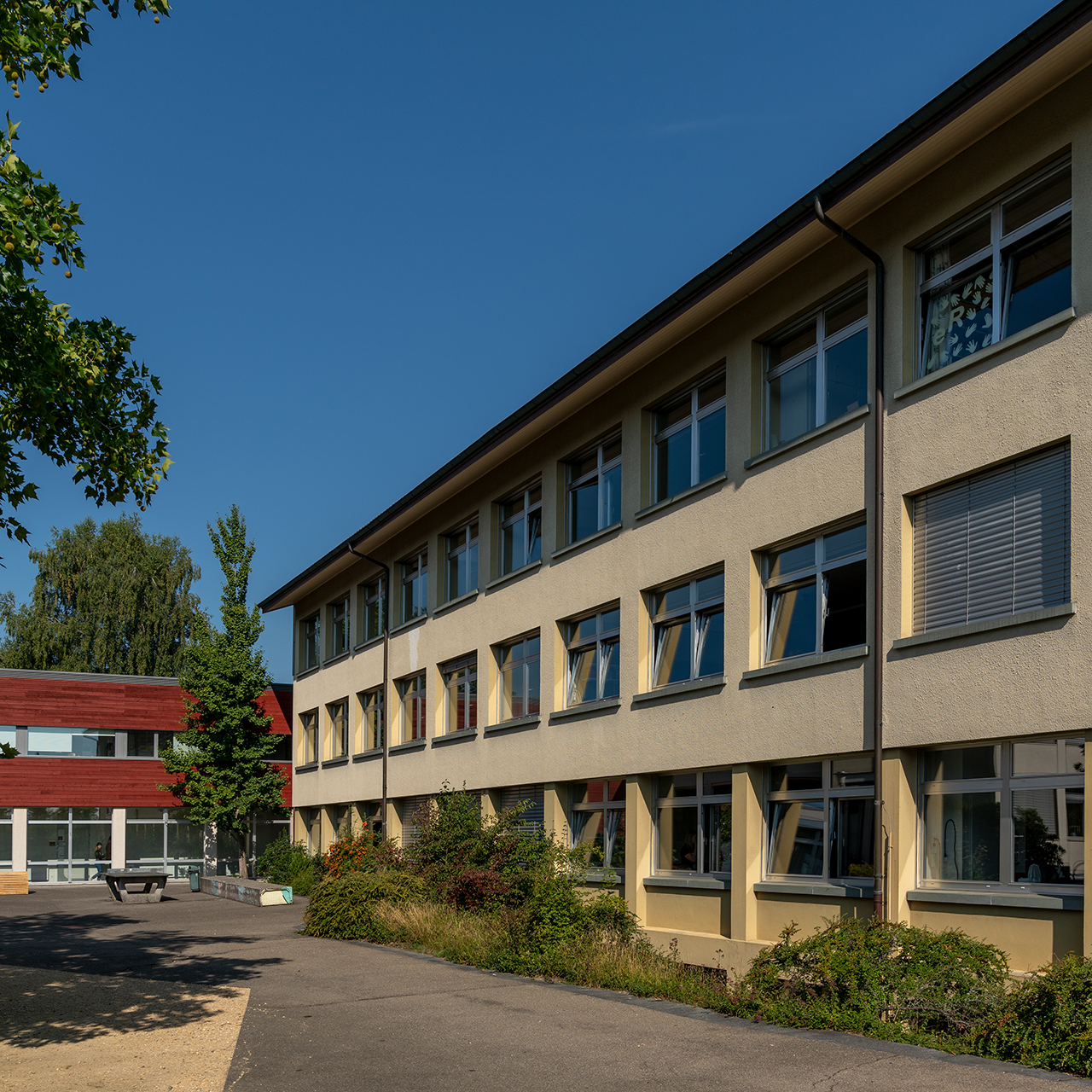
Iskola Bodenacker, Trakt 1
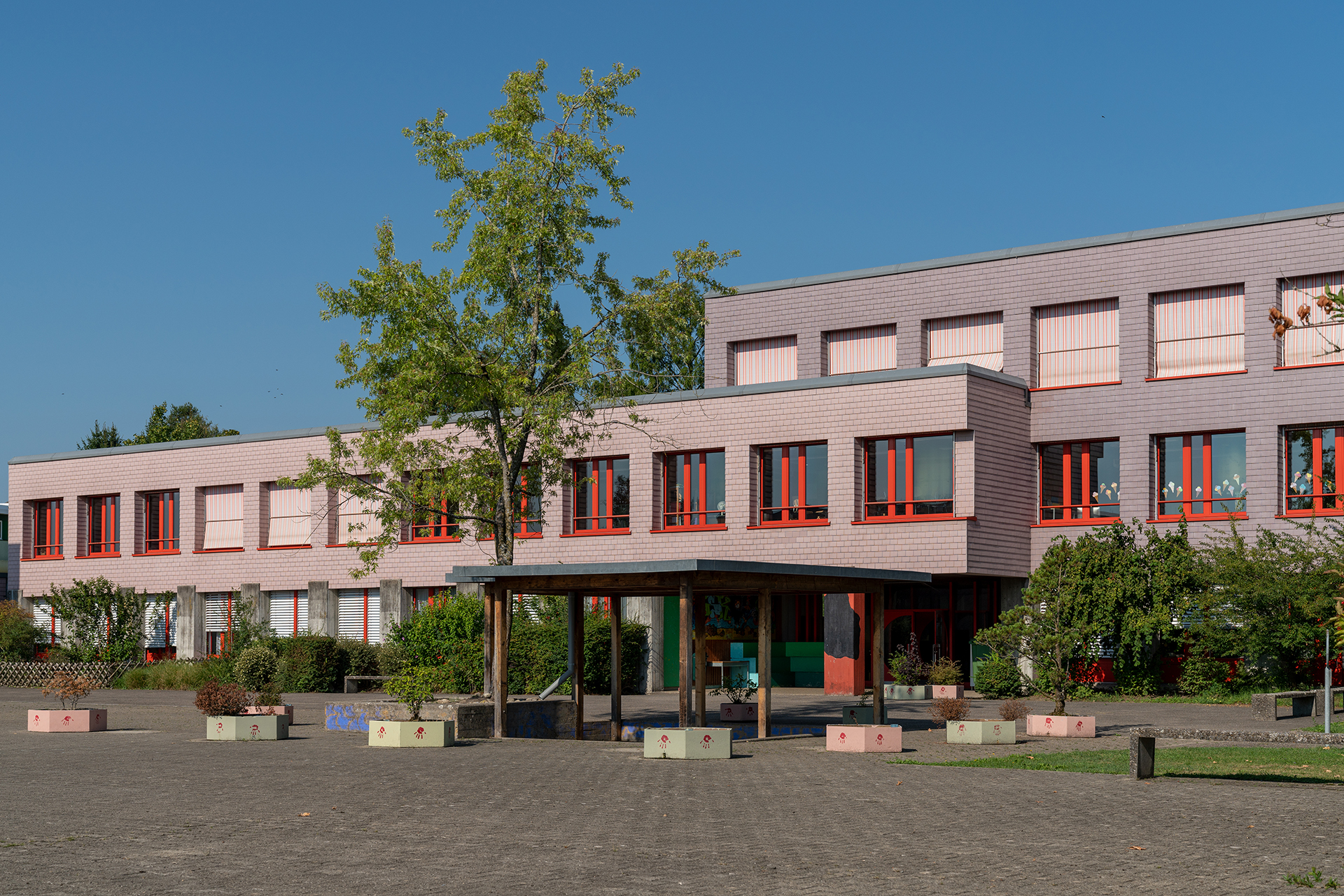
Iskola Riedli
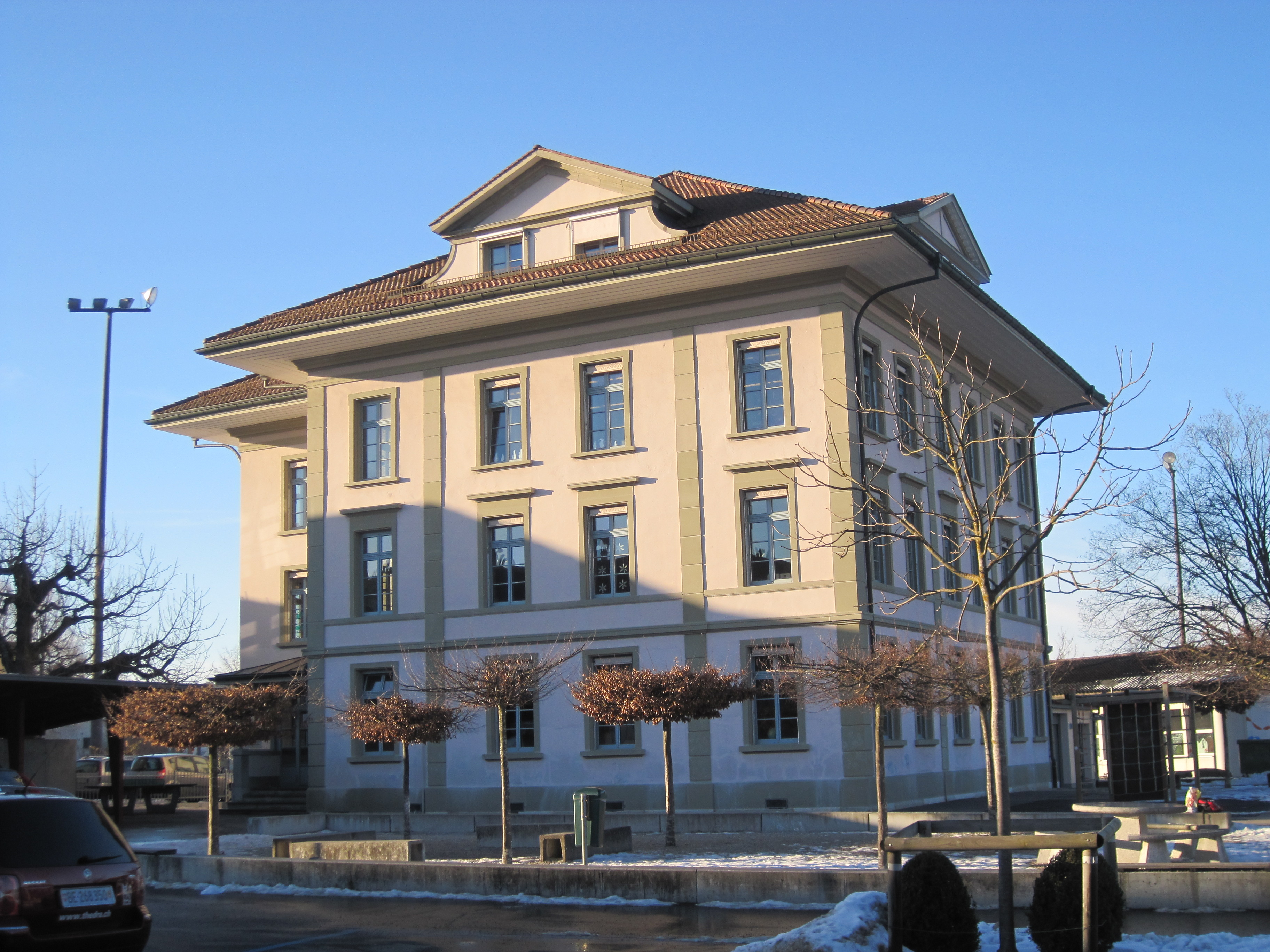
A „Paul-Klee-Schulhaus“, Paul Klee szülőháza